# شارلوت سميث (كرة سلة)
شارلوت سميث (بالإنجليزية: Charlotte Smith)‏ مواليد 23 أغسطس 1973 في شيلبي، هو لاعب كرة سلة أمريكي سابق تحول إلى التدريب بعد الاعتزال بدأ مسيرته الاحترافية في سنة 1996. يبلغ طوله 6 قدم 0 بوصة (1.8 م). اعتزل اللعب في 2006.

## روابط خارجية
- شارلوت سميث على موقع الاتحاد الوطني لكرة السلة النسائية (الإنجليزية)
- شارلوت سميث على موقع كرة السلة الأوروبية.كوم (الإنجليزية)
- شارلوت سميث على موقع كلية كرة السلة في سبورتس رفرنس.كوم (الإنجليزية)
- شارلوت سميث على موقع بروبوليرز (الإنجليزية)
- شارلوت سميث على موقع سبورتس رفرنس (الإنجليزية)
- شارلوت سميث على موقع كلية كرة السلة في سبورتس رفرنس.كوم (الإنجليزية)
- شارلوت سميث على موقع قاعة كارولاينا الشمالية للمشاهير الرياضية (الإنجليزية)